# Bergfeuer (Band)
Bergfeuer ist eine Musikgruppe des volkstümlichen Schlagers aus Südtirol.
Mitglieder der Gruppe sind Joe Ausserhofer und Zenzo Obwegs (Gründer der Gruppe) sowie Georg Auer, Peppino Adamo und Matthias Mayr. Alle spielten schon vorher in verschiedenen Bands.

## Bandgeschichte
Die fünf fanden sich 1996 das erste Mal zusammen. Die Gruppe Bergfeuer gibt es bereits seit 1994. Damals noch mit Marco Diana (Gitarre), Ulli Stoll (Schlagzeug) und später Alex Auer (Bass), beziehungsweise bis 2006 mit Benny Zemmler (Schlagzeug) und Helmut Kirchler (Bass). 1995 entstand eine erste CD Der Himmel brennt. Der typische Sound der Band, lokal Volkstümliches mit verschiedenen Ethno-Einflüssen zu verbinden, machte die Gruppe bald über die Grenzen ihres Heimatlandes hinaus bekannt. 1997 nahm die Gruppe zum ersten Mal am Grand Prix der Volksmusik teil und erreichte mit Und die Adler der Cordilleren für Deutschland den 3. Platz. Mit Ciao Marlena erreichte die Gruppe beim Grand Prix der Volksmusik 2001 erneut den 3. Platz, diesmal jedoch für Südtirol. Inzwischen ist die Gruppe immer wieder Gast bei verschiedenen volkstümlichen Fernsehsendungen. Die Gruppe produzierte bis 2008 bei Koch International und ist bis heute bei MCP unter Vertrag.

## Bekannte Titel
- 1997: Die Adler der Cordilleren
- 1999: Drachenreiter
- 2001: Ciao Marlena
- 2002: Hey Montanaro
- 2003: Leben wie die Sterne steh'n
- 2004: Die Sternenzählerin
- 2005: Das Edelweisgeheimniss
- 2006: Alpenglüh'n und Sternenfeuer
- 2007: Aufwind für die Seele
- 2008: Liebe ist ein Kind der Freiheit
- 2009: Himalaya
- 2010: Fanes
- 2011: Goldrausch
- 2012: Indian Blue

## Diskografie
- 1995: CD  Der Himmel brennt
- 1997: CD  Wilde Wasser
- 1998: CD  Freiheit
- 1999: CD  Drachenreiter
- 2001: CD  Tausendbergeland
- 2001: CD  Best of Ciao Marlena
- 2002: CD  Heilige Feuer Sonderausgabe
- 2002: CD  Der Falke
- 2003: CD  Leben wie die Sterne steh'n
- 2004: CD  Die Sternenzählerin
- 2005: DVD Best of 1
- 2005: CD  Das Edelweißgeheimnis
- 2006: CD  Alpenglüh'n und Sternenfeuer
- 2008: CD  Best of 2 Mit dem Grand Prix Titel „Liebe ist ein Kind der Freiheit“
- 2008: CD  Momente
- 2009: CD  Himalaya
- 2012: CD  Indian Blue
- 2014: CD  Jetzt oder nie
- 2016: CD  Hejo
- 2018: CD  Wahre Liebe
- 2019   CD  Weihnacht
- 2022   CD Das Beste

## Sonstiges
Bergfeuer sind ein uralter Brauch im Alpenraum, der ursprünglich der Kommunikation diente und heute mehr aus folkloristischen Motiven wieder gepflegt wird.